# GIP-6543
La GIP-6543 és una carretera antigament anomenada provincial, actualment gestionada per la Generalitat de Catalunya. Les lletres GI corresponen a la demarcació territorial de Girona i la P al seu antic caràcter de provincial.
Té l'origen a l'extrem sud-est de la vila de Palafrugell, a la Plaça de Josep Pallach, des d'on surt cap al sud-est, paral·lela pel costat de ponent de la carretera GIV-6546, molt més ampla i transitada. De fet, aquesta segona carretera és un desdoblament de la primera. Passa pel veïnat de Santa Margarida, i fent diversos revolts, arriba a l'extrem nord de la població de Calella de Palafrugell en poc més de 2 quilòmetres. Continua un tram més endins de la població, fins que es converteix en el Carrer de Chopitea.